# Arado Ar 440
Arado Ar 440 – niemiecki prototyp ciężkiego samolotu myśliwskiego z okresu II wojny światowej.

## Historia
W 1942 roku w związku z niedostatecznymi wynikami osiągniętymi przez prototyp samolotu Arado Ar 240, rozpoczęto pracę na nowym samolotem, który mógłby spełniać podobne zadania tj. Kampfzerstörera (ciężkiego samolotu myśliwsko-bombowego). Samolot oparto na konstrukcji poprzedniego samolotu i otrzymał on oznaczenie Ar 440.
Prototyp został oblatany latem 1942 roku, później zbudowano jeszcze trzy prototypy tego samolotu. Do stycznia 1943 roku był badany w wytwórni Arado a następnie przekazany do jednostki doświadczalnej Luftwaffe (Erprobungsstelle) w Rechlinie. Pomimo dobrych osiągów i dobrych opinii pilotów doświadczanych Technisches Amt Luftwaffe nie zgodził się na wprowadzenie go do produkcji seryjnej.
W połowie 1944 roku rozważano wprowadzenie samolotu Ar 440 do produkcji seryjnej w ramach programu Jägernotprogramm, lecz wtedy okazało się, że lepsze osiągi posiada samolot Dornier Do 335 i to on został wprowadzony do produkcji seryjnej.

## Użycie
Samolotu Ar 440 był wykorzystywany tylko do prób w wytwórni i w jednostce doświadczalnej Luftwaffe w Rechlinie.

## Opis konstrukcji
Samolot Ar 440' był średniopłatem o konstrukcji całkowicie metalowej. Kadłub o konstrukcji skorupowej, zakończony usterzeniem i hamulcem aerodynamicznym. Kabina zakryta, przystosowana do lotów wysokościowych. Podwozie klasyczne chowane w locie. Napęd stanowił dwa silniki Daimler-Benz DB 603G, 12-cylindrowe, chłodzone cieczą, umieszczone w gondolach na skrzydłach.
Uzbrojenie składało się z 2 działka MK 108 kal. 30 mm i 2 działek MG 151/20 kal. 20 mm strzelających do przodu, 2  karabiny maszynowe MG 131 kal. 13 mm umieszczonych w ruchomych stanowiskach na grzbiecie i pod kadłubem, 1 działka MG 151/20 kal. 20 mm, ruchome, strzelające do tyłu. Obsługa broni pokładowej odbywała się zdalnie z kabiny pilotów. Samolotu mógł ponadto przenosić bomby o masie łącznej 1000 kg.